# Zadnji udarec
Zadnji udarec (angleško Match Point) je angleški psihološki triler iz leta 2005, ki ga je režiral in zanj napisal scenarij Woody Allen, glavne vloge pa so odigrali Jonathan Rhys Meyers, Scarlett Johansson, Emily Mortimer, Matthew Goode, Brian Cox in Penelope Wilton. Chris Wilton (Meyers) se poroči v bogato družino, toda njegov družbeni položaj ogrozi afera s svakovim dekletom Nolo Rice (Johansson). Film odpira teme moralnosti in pohlepa ter vloge poželenja, denarja in sreče v življenju, zaradi česar ga mnogi primerjajo z Allenovim filmom iz leta 1989 Zločini in prekrški. Produkcija in snemanje je potekalo v Londonu, kajti Allenu ni uspelo zbrati finančnih sredstev za snemanje v New Yorku. Po sporazumu je uporabil večinoma britanske igralce, malce je predelal tudi scenarij. 
Ameriški kritiki so film dobro sprejeli in ga pozdravili kot enega Allenovih najboljših v zadnjem času, britanski kritiki pa filmu niso bili tako naklonjeni, posebej so izpostavljali napake pri lokacijah in angleškem naglasu igralcev. Allen je bil nominiran za oskarja za najboljši scenarij in ga je uvrstil med svoje najboljše, skupaj s filmoma Stardust Memories in Škrlatna roža Kaira.

## Vloge
- Jonathan Rhys Meyers kot Chris Wilton
- Scarlett Johansson kot Nola Rice
- Emily Mortimer kot Chloe Hewett Wilton
- Matthew Goode kot Tom Hewett
- Brian Cox kot Alec Hewett
- Penelope Wilton kot Eleanor Hewett
- Ewen Bremner kot inšpektor Dowd
- James Nesbitt kot detektiv Mike Banner
- Rupert Penry-Jones kot Henry
- Margaret Tyzack kot ga. Betty Eastby
- Alexander Armstrong kot g. Townsend
- Geoffrey Streatfeild kot Alan Sinclair
- Miranda Raison kot Heather
- Zoe Telford kot Samantha
- Rose Keegan kot Carol
- Colin Salmon kot Ian
- Toby Kebbell kot policist